# Várvölgy
Várvölgy è un comune dell'Ungheria di 1.127 abitanti (dati 2001). È situato nella contea di Zala.